# Cobbia tridonta
Cobbia tridonta är en rundmaskart som beskrevs av Nikolai Nikolaievich Filipjev 1918. Cobbia tridonta ingår i släktet Cobbia och familjen Monhysteridae. Inga underarter finns listade i Catalogue of Life.